# Port lotniczy Berlin-Tegel

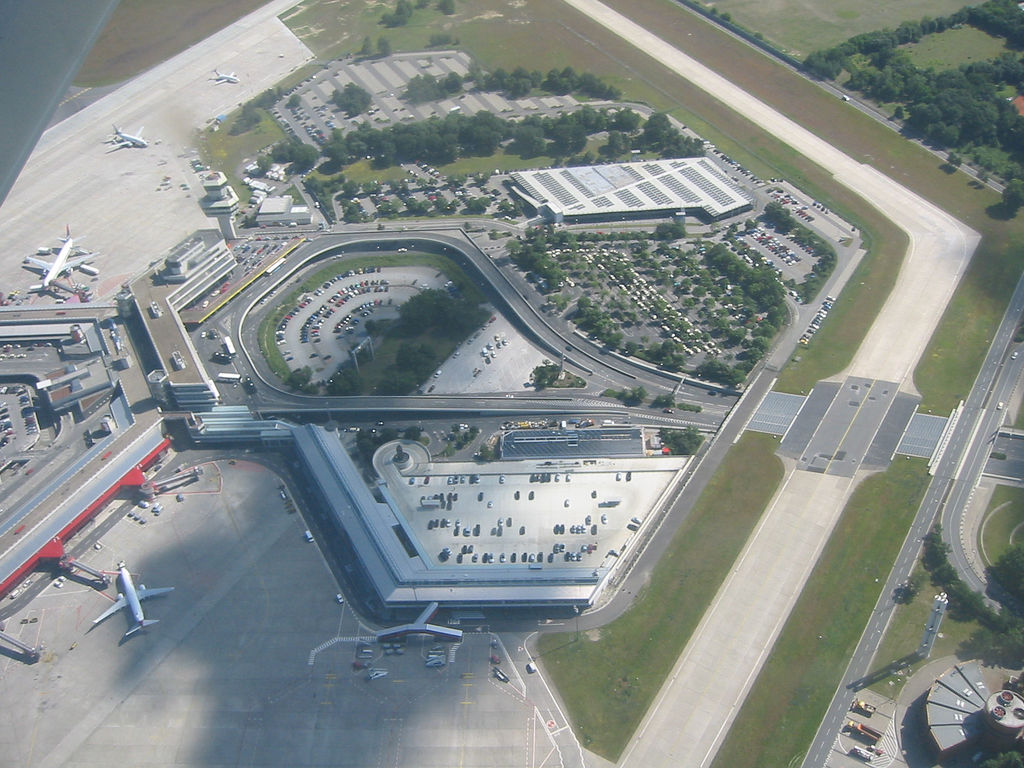
Port lotniczy Berlin-Tegel

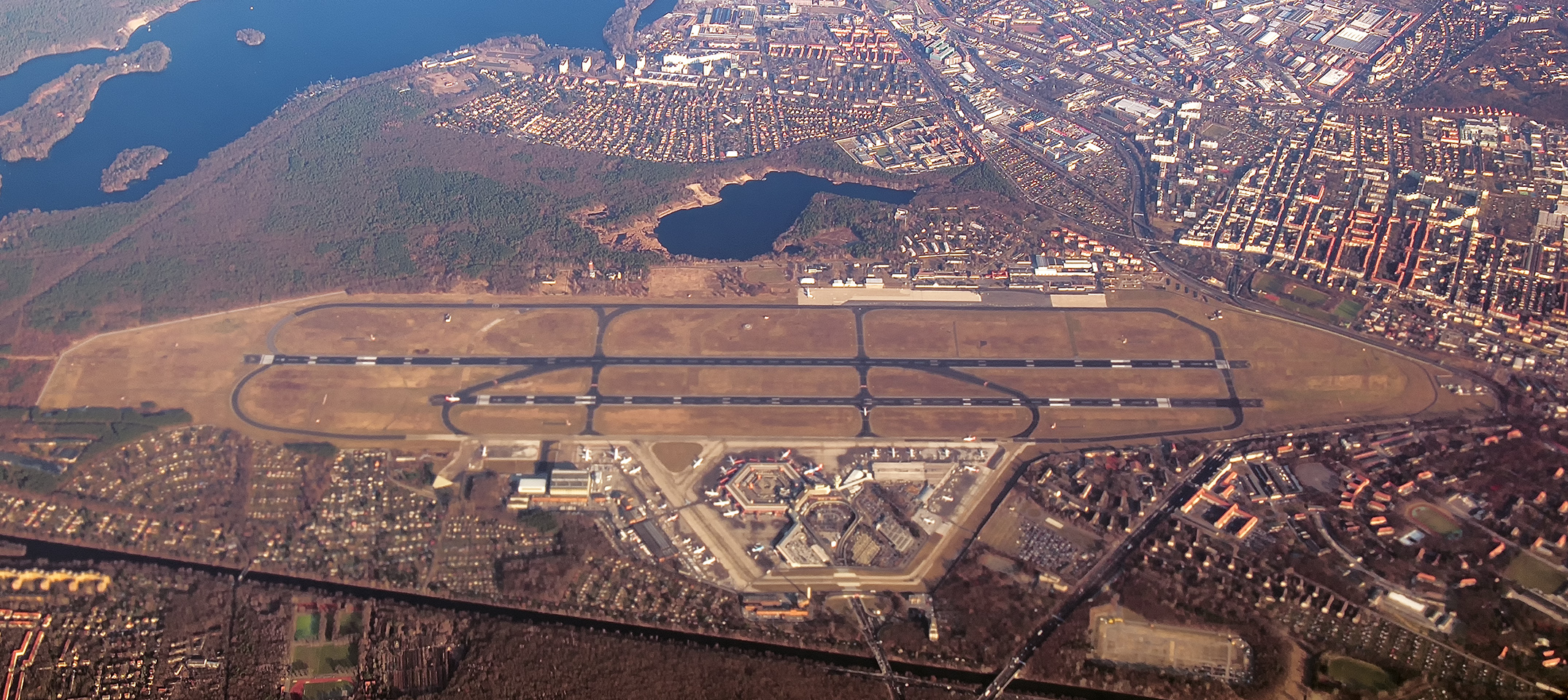
Port lotniczy Berlin-Tegel

Port lotniczy Berlin-Tegel im. Otto Lilienthala (niem. Flughafen Berlin-Tegel „Otto Lilienthal”) – były międzynarodowy port lotniczy Berlina, położony w dawnym Berlinie Zachodnim w dzielnicy Tegel przy autostradzie A 111, oddalony od centrum miasta o ok. 8 km w kierunku północno-zachodnim.
Powstał po II wojnie światowej w czasie blokady Berlina Zachodniego przez ZSRR. Rozbudowany i zmodernizowany w latach 70. XX wieku według projektu biura GMP. 
Berlin-Tegel został zamknięty w związku z otwarciem Międzynarodowego Portu Lotniczego Berlin-Brandenburgia (Flughafen Berlin-Brandenburg Willy Brandt). Do tego czasu Tegel był największym portem lotniczym stolicy Niemiec.
Ostatnią rozbudową lotniska było oddanie do użytku 22 maja 2007 r. Terminala C.
Ruch pasażerski wstrzymano 8 listopada 2020, a port został ostatecznie zamknięty 4 maja 2021. 

## Linie lotnicze i połączenia
Tegel było głównym lotniskiem Berlina i dlatego większość głównych europejskich linii lotniczych, w tym British Airways i Air France, obsługiwała loty do wielu dużych miast europejskich, a także częste połączenia na trasach wakacyjnych, głównie wokół Morza Śródziemnego. Po upadku linii lotniczych Air Berlin, który utrzymywał tu swój hub, Tegel służył jako baza dla linii easyJet i Ryanair, które również latały z lotniska Berlin Schönefeld. Niemiecki przewoźnik flagowy Lufthansa utrzymywał jednak tylko dwie trasy łączące swoje przesiadki we Frankfurcie i w Monachium, obsługując kilka lotów dziennie. Pomimo wielkości i znaczenia Berlina jako jednej z największych stolic Europy, przed pandemią COVID-19 Tegel obsługiwał tylko osiem tras długodystansowych, z czego kilka było sezonowych.